# 長身斯氏脂䲁
長身斯氏脂䲁（學名：Starksia elongata），為輻鰭魚綱䲁形目脂䲁科斯氏脂䲁屬的一個種，分布於中西大西洋巴哈馬、貝里斯至宏都拉斯海域，深度0至6公尺，本魚體長，扁平，頭鈍，眼、鼻孔和頸背觸鬚不分支，側線連續，前段拱起，後段平直，體淺灰褐色至紅褐色，體側有7條窄深色橫帶，橫帶之間有寬闊的間隙，這些橫帶延伸至背鰭和臀鰭基部，淺色間隙上有不規則的白色斑點，眼睛後方有一條不規則的深色條紋，與鰓蓋上的一個深色斑點相接，斑點中央有一個白點，雄魚第一臀棘長，與鰭其餘部分分離，背鰭硬棘20-21枚、背鰭軟條7-9枚、臀鰭硬棘2枚、臀鰭軟條17-18枚，體長可達3.2公分，棲息在臨海的珊瑚礁坡，生活習性不明。